# Nigritomyia albitarsis
Nigritomyia albitarsis är en tvåvingeart som först beskrevs av Jacques-Marie-Frangile Bigot 1879.  Nigritomyia albitarsis ingår i släktet Nigritomyia och familjen vapenflugor. Inga underarter finns listade i Catalogue of Life.